# Guldpixeln
Guldpixeln var ett pris som delades ut årligen av tidningen Super Play till de bästa dator- och TV-spelen i tolv kategorier. Utdelningen av det officiella priset startade år 2002, men sedan 1996 hade Super Play usett "Årets spel". Själva priset består av en transparent glasskulptur med en liten guldpixel på. Juryn bestod av medlemmarna på Super Plays redaktion.

## Kategorier
De kategorier som belönas varje år var:
- Årets spel
- Årets actionspel
- Årets äventyrsspel
- Årets rollspel
- Årets strategispel
- Årets plattformsspel
- Årets sportspel
- Årets racingspel
- Årets beat 'em up-spel
- Årets pusselspel
- Årets musikspel
- Årets onlinespel

## År för år
- Guldpixeln 2002
- Guldpixeln 2003
- Guldpixeln 2004
- Guldpixeln 2005
- Guldpixeln 2006
- Guldpixeln 2007
- Guldpixeln 2008 Vinnare Årets spel: Braid